# D-topia Entertainment
D-topia Entertainment（デートピアエンターテインメント）は、日本のレコードレーベル。

## 概要
2007年12月14日に音楽プロダクションデートピアが、エイベックス・グループ・ホールディングス株式会社と連携し、ビクターエンタテインメントとの業務提携で同社内部レーベルとして設立することを発表。発売・制作はデートピアが、宣伝はデートピアとavex-iが、販売・流通はビクターエンタテインメントが、それぞれ担当する。
第1弾リリースは2008年3月5日、Aira Mitsukiのシングル『チャイナ・ディスコティカ』。「ガールズエンターテイメントは引き受けます」のキャッチコピーの基、女性音楽アーティスト中心の作品発表を方針としている。

## 所属アーティスト
- Aira Mitsuki
- saori@destiny
- KOR=GIRL